# آغاج‌اوغلی
آغاج‌اوغلی یکی از روستاهای استان آذربایجان شرقی است که در دهستان اسپران، بخش مرکزی شهرستان تبریز واقع شده‌ است. تعداد خانوارهای این روستا تقریباً به 40 خانواده می‌رسد. 